# Sassetot-le-Mauconduit
Sassetot-le-Mauconduit is een gemeente in het Franse departement Seine-Maritime (regio Normandië). De gemeente telt 930 inwoners (2005). De plaats maakt deel uit van het arrondissement Le Havre.

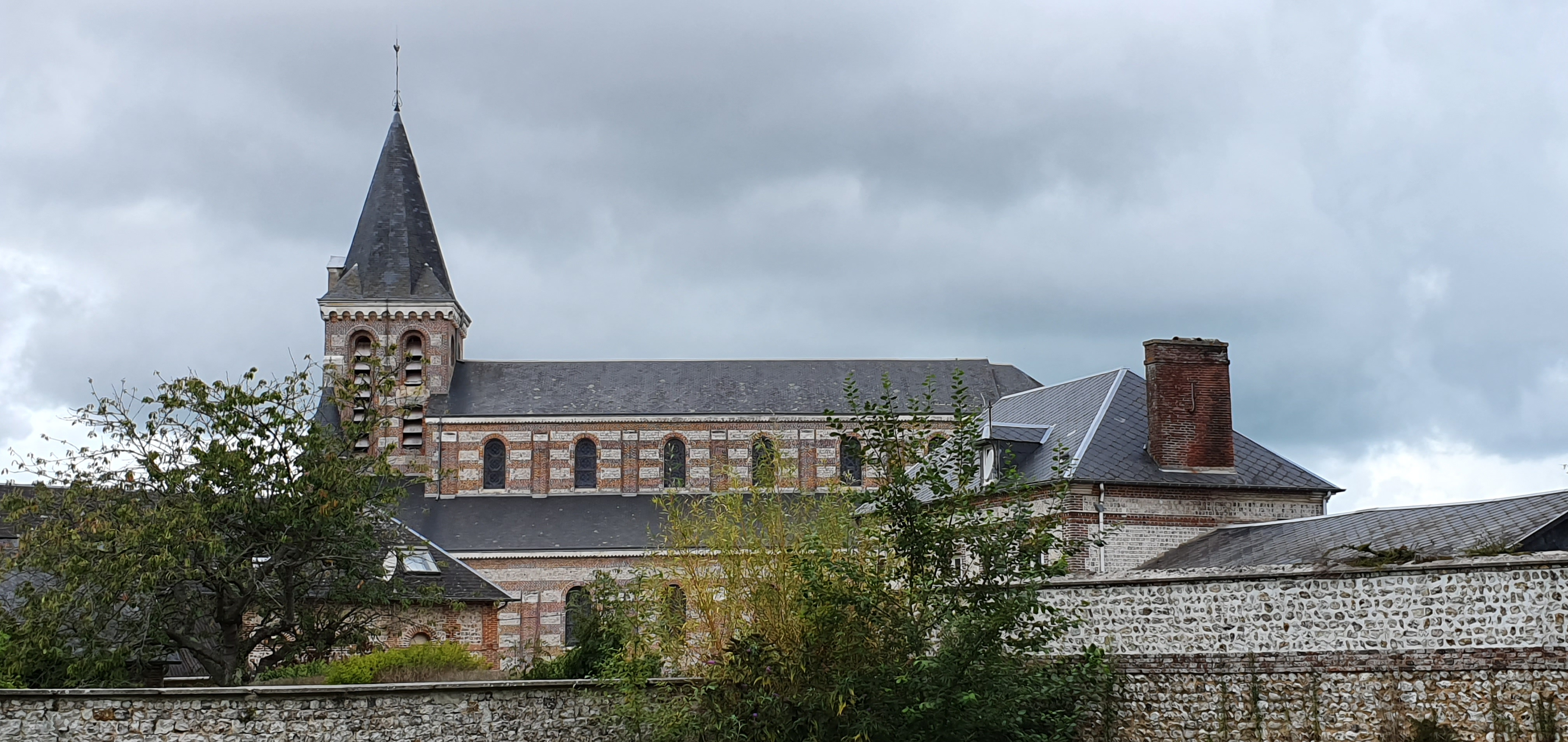
Église Notre-Dame

## Geschiedenis
Oude vermeldingen van de naam gaan terug tot de 12de en 13de eeuw als Sassetot. De naam "Sassetot" zou van Scandinavische oorsprong zijn: de topt (locatie, boerderij) van Saxi. "Mauconduit" was de naam van de heren van Sassetot in de eerste helft van de 13de eeuw.
De 18de-eeuwse Cassinikaart toont het dorpje Sassetot le Mauconduit.
In 1327 heeft de toenmalige heerser Michel Mauconduit er een priorij, ziekenhuis en leprakolonie opgericht. Dit bleef in de volgende vier eeuwen bestaan. De heerschappij ging in de 18de eeuw over aan Lodewijk de 17de Moncel. Het dorp heette toen Moncel-Sassetot.

## Geografie
De oppervlakte van Sassetot-le-Mauconduit bedraagt 8,8 km², de bevolkingsdichtheid is 105,7 inwoners per km². De gemeente ligt aan Het Kanaal.
In het noordwesten van de gemeente ligt de badplaats Les Grandes Dalles, op de grens met de gemeente Saint-Pierre-en-Port. In het noordoosten van de gemeente ligt de badplaats Les Petites Dalles, op de grens met de gemeente Saint-Martin-aux-Buneaux. Beide badplaatsen liggen in een vallei tussen de hoge krijtrotsen en kliffen.
In het zuiden van de gemeente liggen de gehuchten Le Hêtre, Criquemanville en Anneville.
De onderstaande kaart toont de ligging van Sassetot-le-Mauconduit met de belangrijkste infrastructuur en aangrenzende gemeenten.

## Bezienswaardigheden
- De Eglise Notre-Dame dateert uit de 19de eeuw. De doopvont dateert uit de 12de eeuw. De oude kerk (toen geschikt voor 80 mensen) stamde uit de 13de eeuw en werd gesloopt in januari 1852. Hetzelfde jaar werd de nieuwe kerk in Romeinse stijl gebouwd dankzij Markies de Martinville. Het orgel werd in gebruik genomen in 1897 en werd gebouwd door Aristide Cavaillé-Coll. De preekstoel dateert uit 1891.
- Het Château de Sassetot uit de 18de eeuw. De bouw ging in 1772 van start op initiatief van Jean-Robert Bigot. Het kasteel is nu verbouwd tot hotel-restaurant. Het heeft een 11 hectare groot park. Hier verbleef de Oostenrijkse keizerin Elisabeth, ook bekend als Sissi, enkele maanden in 1875. Ze ging daar op de paardenjacht, hoewel de reis in Wenen was aangekondigd als een noodzakelijke zeekuur, voor Elisabeths 7-jarige dochter Marie Valerie. Op 29 juni 1875 kwam keizerin Elisabeth aan in Fécamp met een speciale trein. Twee dagen later trok ze in het kasteel. Ze nam een gevolg mee van bijna 70 man en 2 van haar favoriete paarden. Ze had het kasteel gehuurd. Op 25 september van datzelfde jaar vertrok ze weer. Ze is nooit meer in Normandië teruggekeerd.
- Het Château de Briquedalles uit de 18de eeuw

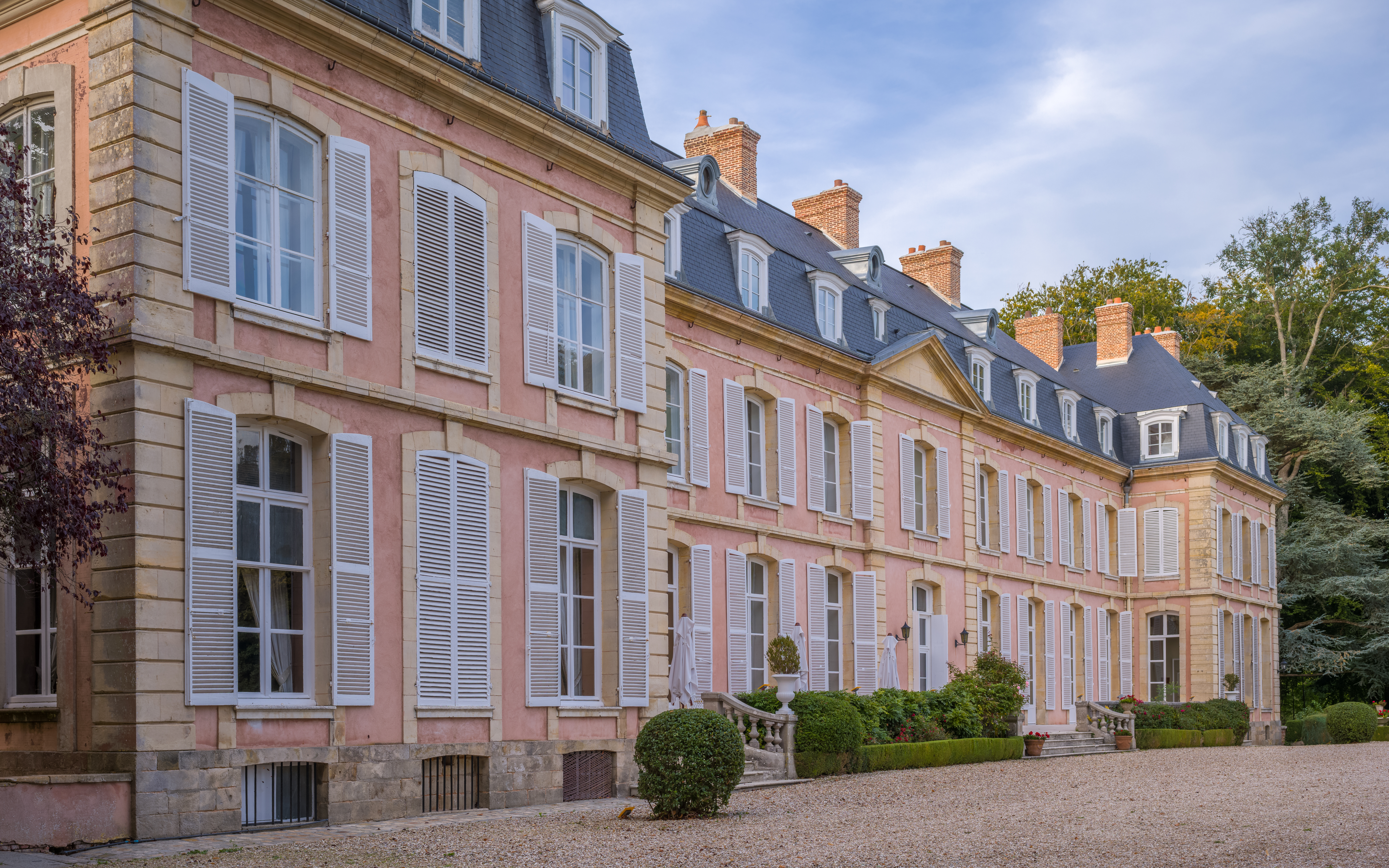
Château de Sassetot
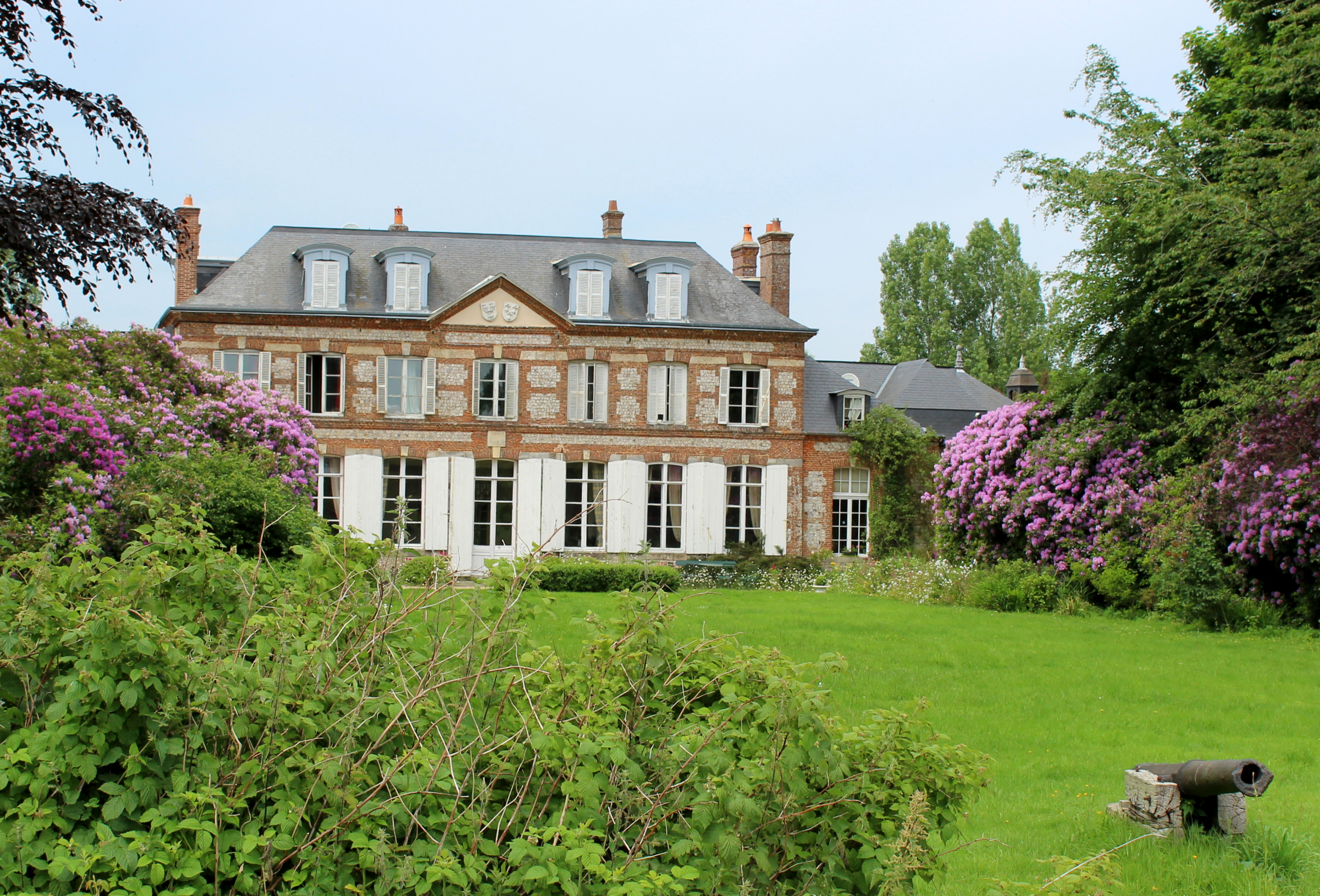
Château de Briquedalles

## Demografie
Onderstaande figuur toont het verloop van het inwonertal (bron: INSEE-tellingen).